# Coccoloba excelsa
Coccoloba excelsa är en slideväxtart som beskrevs av George Bentham. Coccoloba excelsa ingår i släktet Coccoloba och familjen slideväxter. Inga underarter finns listade i Catalogue of Life.